# Majka Božja Molvarska
"Čudotvorni" gotički kip Majke Božje Molvarske načinjen je od lipova drveta, a predstavlja Gospu s Djetetom. Kip potječe iz kasnoga srednjeg vijeka, a Molvarci su ga, prema legendi, dobili od redovnika iz samostana preko Drave. Nabor koji okomito pada od Marijine lijeve ruke, na kojoj drži dijete, osobito je zanimljiv. On spada među kipove bliske stilu tzv. duge linije, kojim su se rado izražavali sjevernjački majstori alpskih krajeva u trećoj četvrtini 15. stoljeća. I Marija i Dijete Isus imaju na glavi velike krune "nabuhla", baroknog oblika. Visina kipa je 58,7 centimetra (s postoljem i krunom v.72,7 x š.36,7 x d.28,3 cm), u najširem dijelu kip ima 26 cm, a dubina mu je 18,5 cm. Kip možemo datirati u vrijeme od oko 1470. do oko 1480. godine. Danas se čuva u kapeli Majke Božje Molvarske u Molvama, a u župnu crkvu Uznesenja BDM na nebo prenosi se samo za posebne prigode, napose za blagdan Velike Gospe. Kip Majke Božje Molvarske obnovljen je 2007. godine, a konzervatorsko restauratorske zahvate izvela je dipl.rest. Narcisa Dušević specijalist majstor - restaurator iz Rijeke.
Oko kipa se pletu razne legende, koje svoje uporište imaju u srednjovjekovnom razdoblju molvarske povijesti. Kad su Molvarci sredinom 16. stoljeća zbog provala Osmanlija napustili svoje selo i podravski kraj, kip su zakopali u zemlju blizu kapelice, vjerujući da će se ubrzo vratiti i opet ga iskopati. Ali njihovo progonstvo se odužilo, tako da su oni koji su ga zakopali u progonstvu i umrli. Kip je bio zaboravljen, a u međuvremenu naraslo raslinje sakrilo je mjesto na kojem je zakopan. No, prema legendi, vol gospodara Škripelja koji je slučajno tamo pasao travu svojim je rogom zaparao zemlju i iskopao Bogorodičin kip. Glas o čudesnu pronalasku kipa ubrzo se proširio krajem, pa je narod već u 17. stoljeću počeo hodočastiti kipu i u svetište. Postoji i legenda, koja prethodi spomenutoj predaji, da je taj gotički kip još u 15. stoljeću u Molve dospio vjerojatno iz franjevačkog samostana između Ždale i Gole, što bi odgovaralo Sv. Elizabeti, odnosno današnjim ostacima Pepelara, kod Gole. 
Budući da je u tom dijelu Hrvatske ostalo sačuvano malo srednjovjekovnih umjetničkih djela, ovaj kip nadopunjuje oskudan gotički inventar Podravine. 

## Vanjska poveznica
- Kapela Čudotvorne Majke Božje Molvarske